# Folke Andersson
Folke Andersson (ur. 24 listopada 1903, zm. 29 września 1981) – piłkarz szwedzki grający na pozycji obrońcy. W swojej karierze rozegrał 4 mecze w reprezentacji Szwecji.

## Kariera klubowa
W swojej karierze piłkarskiej Andersson występował w klubie IK Sleipner z miasta Norrköping.

## Kariera reprezentacyjna
W reprezentacji Szwecji Andersson zadebiutował 1 lipca 1927 roku w wygranym 3:1 towarzyskim meczu z Estonią, rozegranym w Norrköpingu. Od 1927 do 1929 rozegrał w kadrze narodowej 4 mecze.